# Olympische Sommerspiele 1952/Leichtathletik – Diskuswurf (Männer)

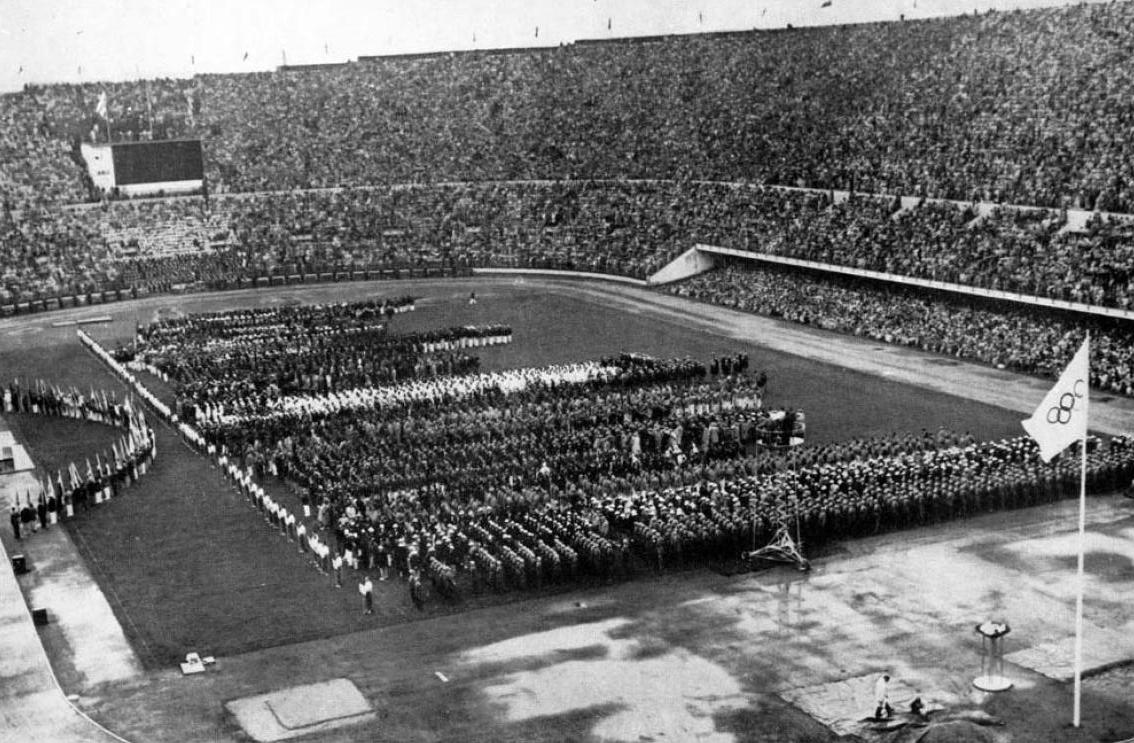
Eröffnungsfeier bei den Olympischen Spielen in Helsinki

Der Diskuswurf der Männer bei den Olympischen Spielen 1952 in Helsinki wurde am 22. Juli 1952 ausgetragen. 32 Athleten nahmen teil.
Olympiasieger wurde der US-Amerikaner Sim Iness. Er siegte vor dem italienischen Olympiasieger von 1948 Adolfo Consolini. Bronze gewann James Dillion, ebenfalls aus den Vereinigten Staaten.

## Rekorde

### Bestehende Rekorde
| Weltrekord         | 56,97 m | Fortune Gordien ( USA)      | Hämeenlinna, Schweden     | 14. August 1949 |
| Olympischer Rekord | 52,78 m | Adolfo Consolini ( Italien) | OS London, Großbritannien | 2. August 1948  |

### Rekordverbesserung
Der bestehende olympische Rekord wurde viermal verbessert:
- 53,47 m – Sim Iness (USA), Finale am 22. Juli, erster Durchgang
- 53,78 m – Adolfo Consolini (Italien), Finale am 22. Juli, zweiter Durchgang
- 54,60 m – Sim Iness (USA), Finale am 22. Juli, zweiter Durchgang
- 55,03 m – Sim Iness (USA), Finale am 22. Juli, dritter Durchgang

## Durchführung des Wettbewerbs
32 Teilnehmer traten am 22. Juli in zwei Gruppen zu einer Qualifikationsrunde an. Die Qualifikationsweite betrug 46,00 Meter, sie wurde von siebzehn Athleten – hellblau unterlegt – erreicht oder übertroffen. Damit qualifizierten sich mehr als zwölf Werfer – die für das Finalfeld vorgesehene Mindestzahl – direkt für die Finalteilnahme. Dieses Finale wurde am Nachmittag desselben Tages durchgeführt. Die in dieser Qualifikation erzielten Resultate wurden nicht für das Finale mitgewertet.
Im Finale hatten alle Teilnehmer zunächst drei Versuche. Die sechs besten Athleten durften dann drei weitere Würfe ausführen.

## Zeitplan
22. Juli, 10:00 Uhr: Qualifikation

22. Juli, 16:00 Uhr: Finale

## Legende
Kurze Übersicht zur Bedeutung der Symbolik – so üblicherweise auch in sonstigen Veröffentlichungen verwendet:
| – | verzichtet |
| x | ungültig   |

## Qualifikation
Datum: 22. Juli 1952, 10.00 Uhr
Anmerkung zu den Versuchsserien in der Qualifikation:
Die Weiten sind zum größten Teil den Angaben bei Olympedia entnommen. Allzu häufig finden sich dort identische Weiten bei den Versuchen eins und zwei der Werfer. Das kann so der Realität ganz sicher nicht entsprechen, die Angaben können so nicht korrekt sein. Vermutlich gab es stattdessen ungültige oder ausgelassene Versuche oder es wurden andere Weiten erzielt.

### Gruppe A
| Platz | Name                | Nation         | 1. Versuch | 2. Versuch | 3. Versuch | Weite   |
| ----- | ------------------- | -------------- | ---------- | ---------- | ---------- | ------- |
| 01    | Adolfo Consolini    | Italien        | 51,89 m    | –          | –          | 51,89 m |
| 02    | Fortune Gordien     | USA            | 38,84 m    | 45,41 m    | 50,34 m    | 50,34 m |
| 03    | Oto Grigalka        | Sowjetunion    | 43,21 m    | 48,93 m    | –          | 48,93 m |
| 04    | Sim Iness           | USA            | 48,90 m    | –          | –          | 48,90 m |
| 05    | James Dillion       | USA            | 47,92 m    | –          | –          | 47,92 m |
| 06    | Ferenc Klics        | Ungarn         | 44,61 m    | 47,63 m    | –          | 47,63 m |
| 07    | Boris Butenko       | Sowjetunion    | 46,43 m    | –          | –          | 46,43 m |
| 08    | Stein Johnson       | Norwegen       | 40,36 m    | 45,11 m    | 45,19 m    | 45,19 m |
| 09    | Friðrik Guðmundsson | Island         | 45,00 m    | 45,00 m    | 43,38 m    | 45,00 m |
| 10    | Oskar Häfliger      | Schweiz        | 38,90 m    | 38,90 m    | 44,73 m    | 44,73 m |
| 11    | Lucien Guillier     | Frankreich     | 43,88 m    | 43,88 m    | x          | 43,88 m |
| 12    | Kristian Johansen   | Norwegen       | 41,76 m    | 43,46 m    | x          | 43,46 m |
| 13    | Josef Hipp          | BR Deutschland | 39,62 m    | 39,62 m    | 43,38 m    | 43,38 m |
| 14    | Hernán Haddad       | Chile          | x          | 42,89 m    | 41,47 m    | 42,89 m |
| 15    | Arvo Huutoniemi     | Finnland       | 40,07 m    | 42,79 m    | 42,51 m    | 42,79 m |
| 16    | Raymond Kintziger   | Belgien        | 40,63 m    | 41,46 m    | 37,49 m    | 41,46 m |
| 17    | Urion Gallin        | Israel         | x          | 40,76 m    | 40,36 m    | 40,76 m |
| DNS   | Bob Adams           | Kanada         |            |            |            |         |
| DNS   | Cummin Clancy       | Irland         |            |            |            |         |

### Gruppe B
| Platz | Name                    | Nation         | 1. Versuch | 2. Versuch | 3. Versuch | Weite   |
| ----- | ----------------------- | -------------- | ---------- | ---------- | ---------- | ------- |
| 01    | Nikolaos Syllas         | Griechenland   | 47,84 m    | –          | –          | 47,84 m |
| 02    | Roland Nilsson          | Schweden       | 47,18 m    | –          | –          | 47,18 m |
| 03    | Per Stavem              | Norwegen       | 46,74 m    | –          | –          | 46,74 m |
| 04    | Giuseppe Tosi           | Italien        | 46,59 m    | –          | –          | 46,59 m |
| 05    | Roy Pella               | Kanada         | 46,58 m    | –          | –          | 46,58 m |
| 05    | Jørgen Munk Plum        | Dänemark       | 46,58 m    | –          | –          | 46,58 m |
| 07    | Jean Maissant           | Frankreich     | 45,45 m    | 45,45 m    | 46,47 m    | 46,47 m |
| 08    | Veikko Nyqvist          | Finnland       | 46,41 m    | –          | –          | 46,41 m |
| 09    | Boris Matwejew          | Sowjetunion    | 42,18 m    | 46,31 m    | –          | 46,31 m |
| 10    | Konstantinos Giataganas | Griechenland   | 44,88 m    | 46,05 m    | –          | 46,05 m |
| 11    | Olli Partanen           | Finnland       | 45,71 m    | 45,71 m    | 45,33 m    | 45,71 m |
| 12    | Mark Pharaoh            | Großbritannien | 43,99 m    | 45,05 m    | 45,24 m    | 45,24 m |
| 13    | Ian Reed                | Australien     | 41,51 m    | 45,12 m    | 44,24 m    | 45,12 m |
| 14    | Þorsteinn Löve          | Island         | 44,27 m    | 44,27 m    | 44,28 m    | 44,28 m |
| 15    | Nuri Turan              | Türkei         | 38,31 m    | 41,45 m    | 39,52 m    | 41,45 m |
| DNS   | Mihai Raica             | Rumänien       |            |            |            |         |
| DNS   | José Luis Torres        | Spanien        |            |            |            |         |
| DNS   | Hermann Tunner          | Österreich     |            |            |            |         |
| DNS   | Georgios Roumbanis      | Griechenland   |            |            |            |         |

## Finale und Endresultat
Datum: 22. Juli 1952, 10:00 Uhr
| Platz | Name                    | Nation       | 1. Versuch | 2. Versuch | 3. Versuch | 4. Versuch                              | 5. Versuch                              | 6. Versuch                              | Endresultat | Anmerkung |
| ----- | ----------------------- | ------------ | ---------- | ---------- | ---------- | --------------------------------------- | --------------------------------------- | --------------------------------------- | ----------- | --------- |
| 1     | Sim Iness               | USA          | 53,47 m OR | 54,60 m OR | 55,03 m OR | 53,49 m                                 | 54,13 m                                 | 52,82 m                                 | 55,03 m     | OR        |
| 2     | Adolfo Consolini        | Italien      | 51,69 m    | 53,78 m OR | 53,45 m    | 50,63 m                                 | 50,08 m                                 | 51,20 m                                 | 53,78 m     |           |
| 3     | James Dillion           | USA          | 52,47 m    | 48,06 m    | 51,76 m    | 53,28 m                                 | x                                       | 52,28 m                                 | 53,28 m     |           |
| 4     | Fortune Gordien         | USA          | 52,52 m    | 52,66 m    | 51,71 m    | 51,48 m                                 | x                                       | 49,93 m                                 | 52,66 m     |           |
| 5     | Ferenc Klics            | Ungarn       | 48,74 m    | 49,07 m    | 51,13 m    | x                                       | 49,79 m                                 | x                                       | 51,13 m     |           |
| 6     | Oto Grigalka            | Sowjetunion  | 50,71 m    | 000x       | 47,84 m    | x                                       | x                                       | x                                       | 50,71 m     |           |
|       |                         |              |            |            |            |                                         |                                         |                                         |             |           |
| 7     | Roland Nilsson          | Schweden     | 000x       | 48,90 m    | 50,06 m    | nicht im Finale der besten sechs Werfer | nicht im Finale der besten sechs Werfer | nicht im Finale der besten sechs Werfer | 50,06 m     |           |
| 8     | Giuseppe Tosi           | Italien      | 45,85 m    | 49,03 m    | 48,97 m    | nicht im Finale der besten sechs Werfer | nicht im Finale der besten sechs Werfer | nicht im Finale der besten sechs Werfer | 49,03 m     |           |
| 9     | Nikolaos Syllas         | Griechenland | 48,99 m    | 48,36 m    | 47,17 m    | nicht im Finale der besten sechs Werfer | nicht im Finale der besten sechs Werfer | nicht im Finale der besten sechs Werfer | 48,99 m     |           |
| 10    | Boris Matwejew          | Sowjetunion  | 47,27 m    | 44,47 m    | 48,70 m    | nicht im Finale der besten sechs Werfer | nicht im Finale der besten sechs Werfer | nicht im Finale der besten sechs Werfer | 48,70 m     |           |
| 11    | Boris Butenko           | Sowjetunion  | 000x       | 43,66 m    | 48,15 m    | nicht im Finale der besten sechs Werfer | nicht im Finale der besten sechs Werfer | nicht im Finale der besten sechs Werfer | 48,15 m     |           |
| 12    | Veikko Nyqvist          | Finnland     | 47,72 m    | 45,99 m    | 46,63 m    | nicht im Finale der besten sechs Werfer | nicht im Finale der besten sechs Werfer | nicht im Finale der besten sechs Werfer | 47,72 m     |           |
| 13    | Jørgen Munk Plum        | Dänemark     | 38,73 m    | 45,20 m    | 47,26 m    | nicht im Finale der besten sechs Werfer | nicht im Finale der besten sechs Werfer | nicht im Finale der besten sechs Werfer | 47,26 m     |           |
| 14    | Roy Pella               | Kanada       | 000x       | 46,63 m    | 45,47 m    | nicht im Finale der besten sechs Werfer | nicht im Finale der besten sechs Werfer | nicht im Finale der besten sechs Werfer | 46,63 m     |           |
| 15    | Konstantinos Giataganas | Griechenland | 42,40 m    | 46,23 m    | 000x       | nicht im Finale der besten sechs Werfer | nicht im Finale der besten sechs Werfer | nicht im Finale der besten sechs Werfer | 46,23 m     |           |
| 16    | Per Stavem              | Norwegen     | 39,78 m    | 000x       | 46,00 m    | nicht im Finale der besten sechs Werfer | nicht im Finale der besten sechs Werfer | nicht im Finale der besten sechs Werfer | 46,00 m     |           |
| 17    | Jean Maissant           | Frankreich   | 43,40 m    | 42,11 m    | 35,82 m    | nicht im Finale der besten sechs Werfer | nicht im Finale der besten sechs Werfer | nicht im Finale der besten sechs Werfer | 43,40 m     |           |

Der Olympiasieger der letzten Spiele und amtierende Europameister Adolfo Consolini aus Italien wurde als leicht favorisiert angesehen. Herausforderer waren Fortune Gordien und Simeon Inness, beide USA. Iness hatte die US-Olympiaausscheidungen gewonnen, Gordien war der Weltrekord-Inhaber.
Im Finale wurde der Olympiarekord bei wechselnden Führungen viermal überboten. In Durchgang eins gelangen Iness 53,47 m, Consolini überbot diese Weite mit seinem zweiten Versuch und verbesserte den gerade aufgestellten Rekord auf 53,78 m. Iness konterte noch im selben Durchgang mit 54,60 m und verbesserte sich im dritten Durchgang noch einmal auf 55,03 m. Damit sicherte er sich den Sieg vor dem Italiener. Der dritte US-Amerikaner James Dillion gewann die Bronzemedaille und lag damit überraschend noch vor Gordien, der mehr als vier Meter hinter seinem Weltrekord zurückblieb.
Im zwölften olympischen Finale gewann Simeon Garland „Sim“ Iness die achte Goldmedaille für die USA.

## Video
- Sim Iness - 1952 Olympic Gold Medalist - World Record Holder - Discus Thrower, youtube.com, abgerufen am 28. September 2017